# Prîpeat

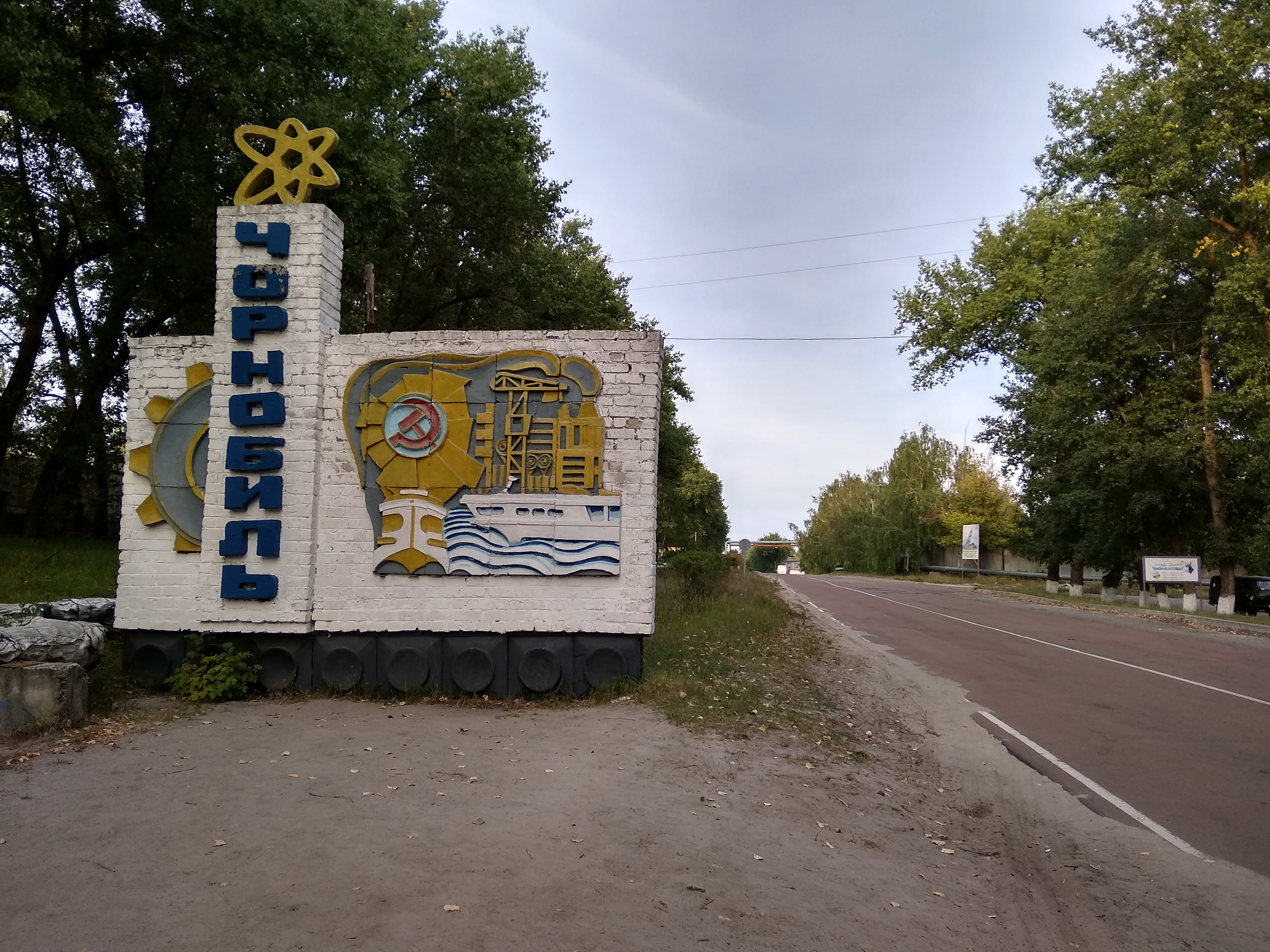
Cernobîl

Pripyat (în ucraineană При́п'ять, în rusă При́пять, transliterat: Pripeat, în poloneză Prypeć) este un oraș părăsit în zona de excludere Cernobîl, regiunea Kiev, Ucraina, care se află în apropiere de frontiera cu Belarus. A fost un oraș pentru lucrători ai centralei nucleare de la Cernobîl, părăsit după accidentul nuclear de la Cernobîl în anul 1986. A avut o populație de aproximativ 50.000 locuitori.

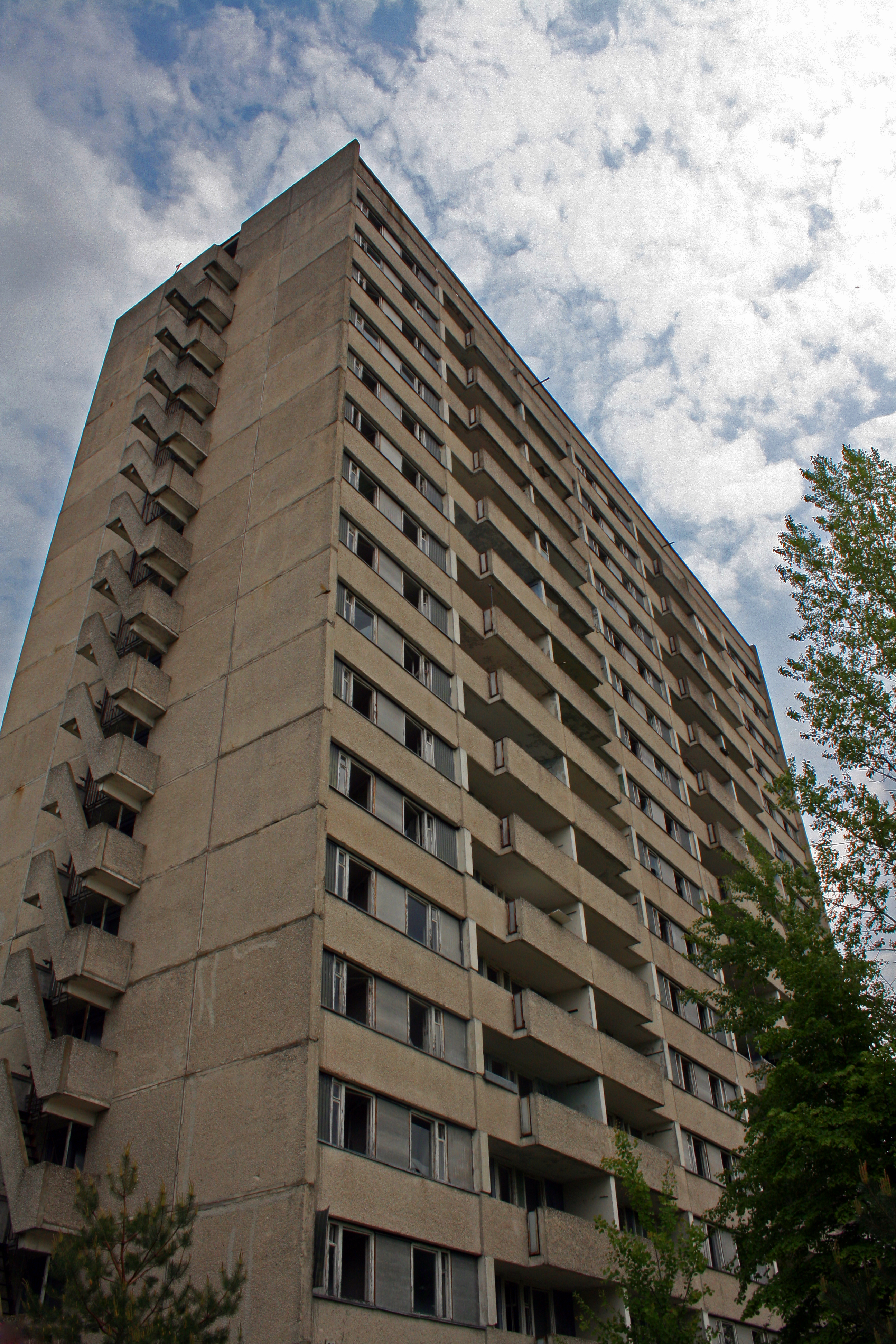
Bloc cu 16 etaje abandonat

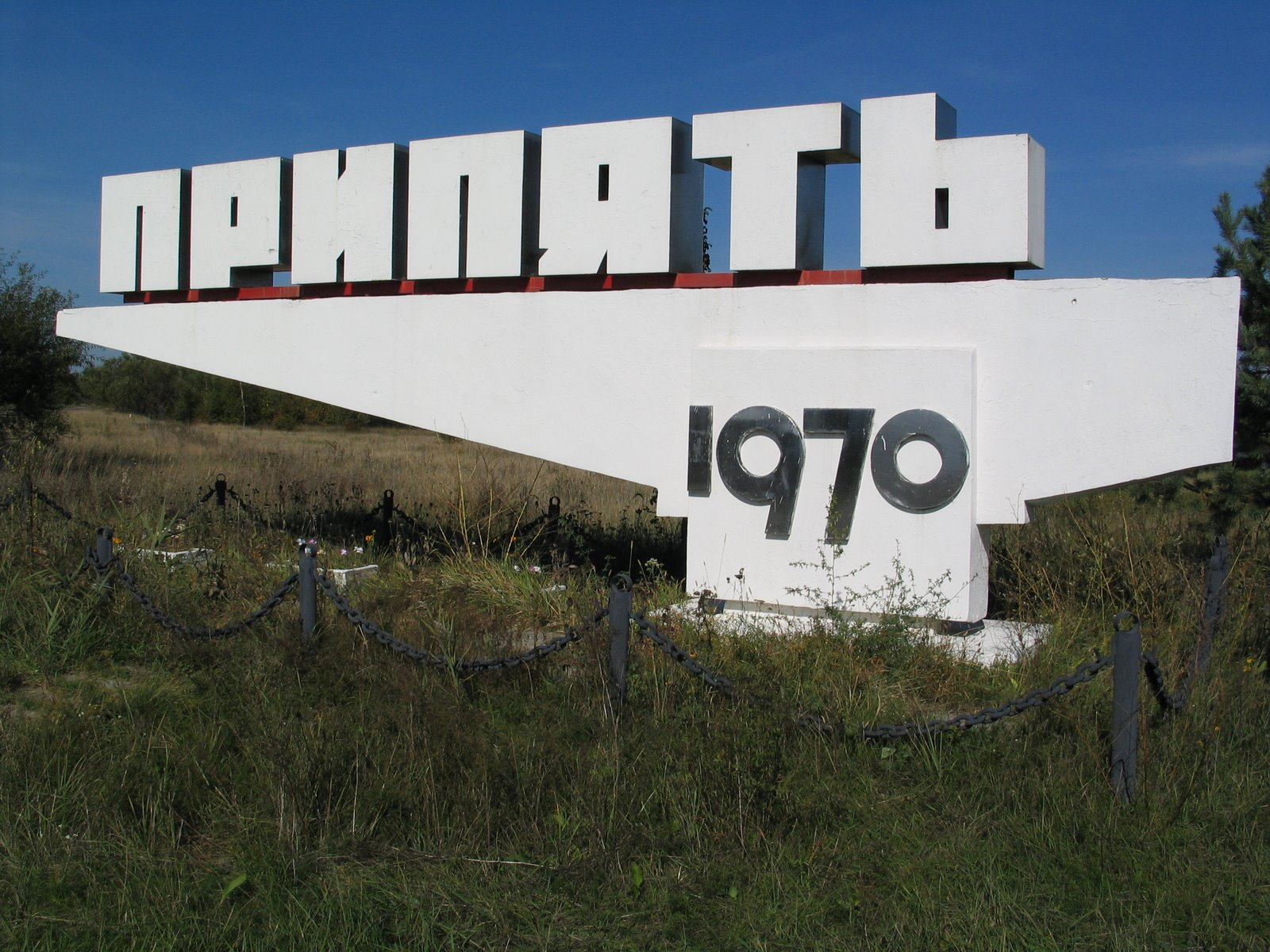
Intrarea în oraș

## Înainte de calamitate
Spre deosebire de alte orașe de importanță militară, accesul în Pripyat nu a fost restrâns înainte de calamitate. Înainte de accidentul nuclear de la Cernobîl, centralele nucleare erau considerate în URSS ca fiind cele mai sigure dintre toate tipurile de centrale electrice. Centralele nucleare au fost prezentate ca fiind marele succes al ingineriei sovietice, unde puterea nucleară a fost folosită pentru proiecte pașnice. Sloganul „atomul pașnic” (rusă мирный атом mirnîi atom) a fost popular în acea vreme. Inițial, centrala a fost planificată pentru fi construită la doar 25 km de Kiev, dar Academia Ucraineană de Știință și alte organizații, a spus că această localitate va fi prea aproape de oraș, așa că centrala a fost construită, împreună cu Pripyat, la aproximativ 100 km nord de Kiev.

## Galerie

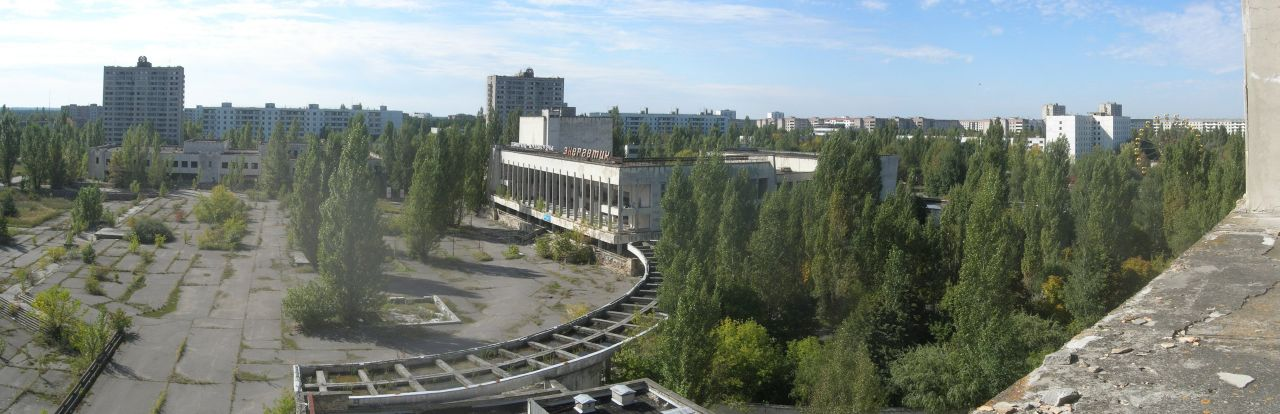
Pripyat în 2007

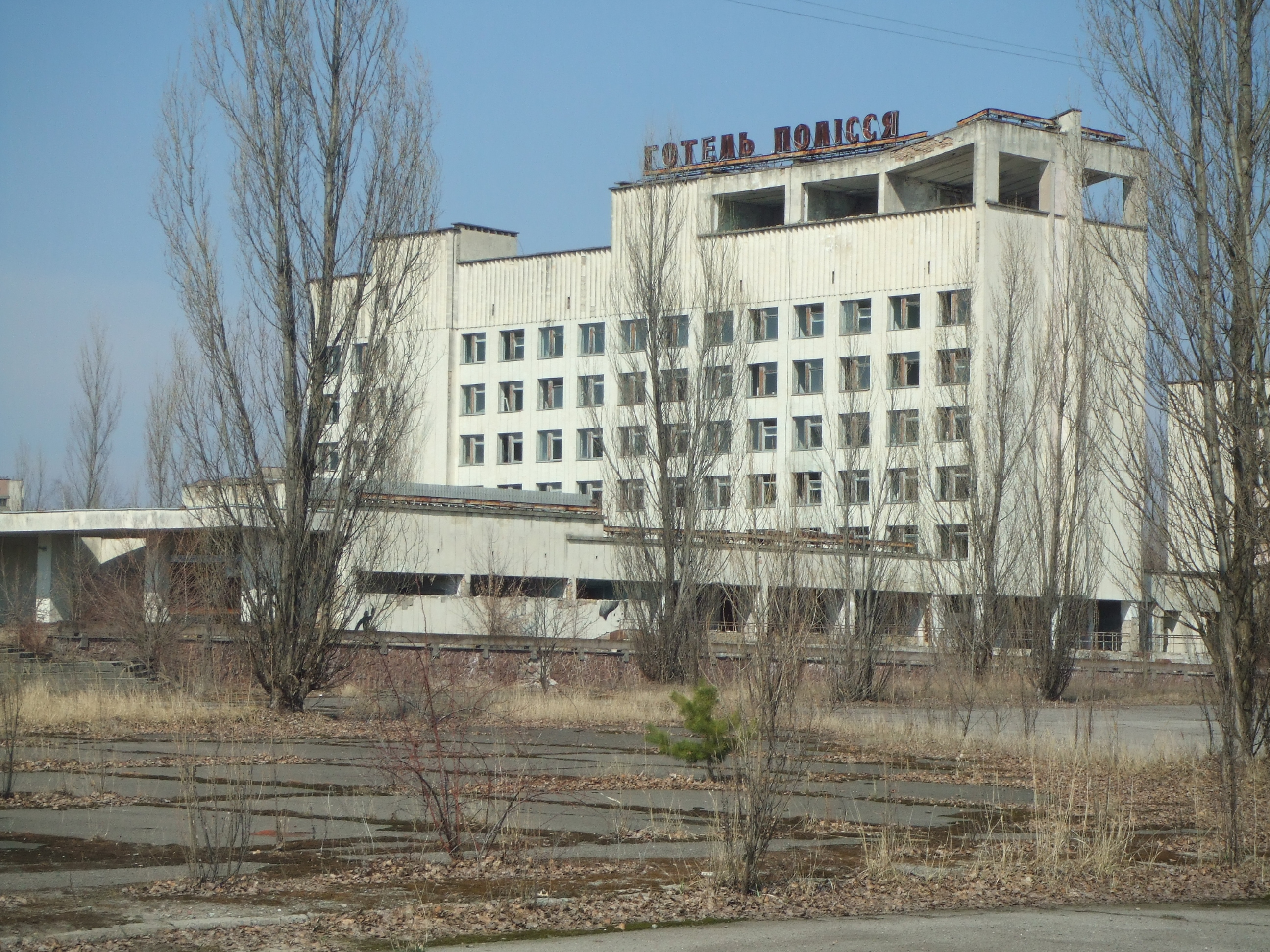
Hotelul "Polissya"
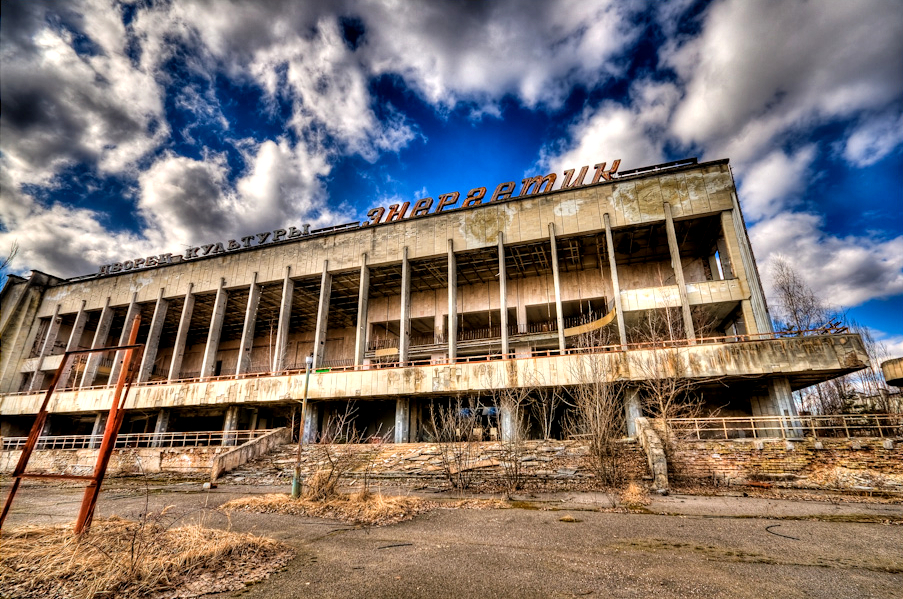
Palatul de cultură "Energetic"
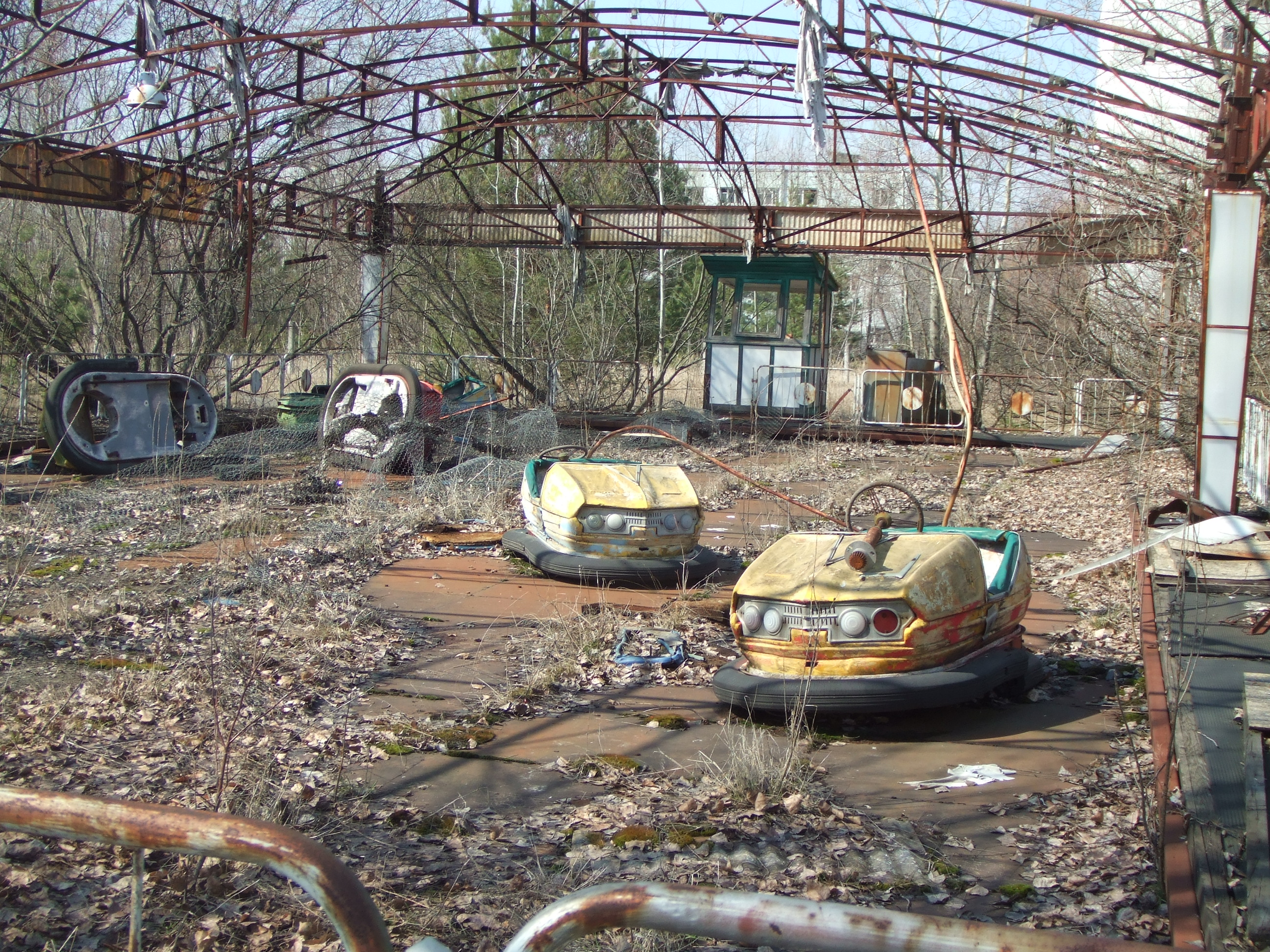
Autodromul din parcul de distracții din Pripyat
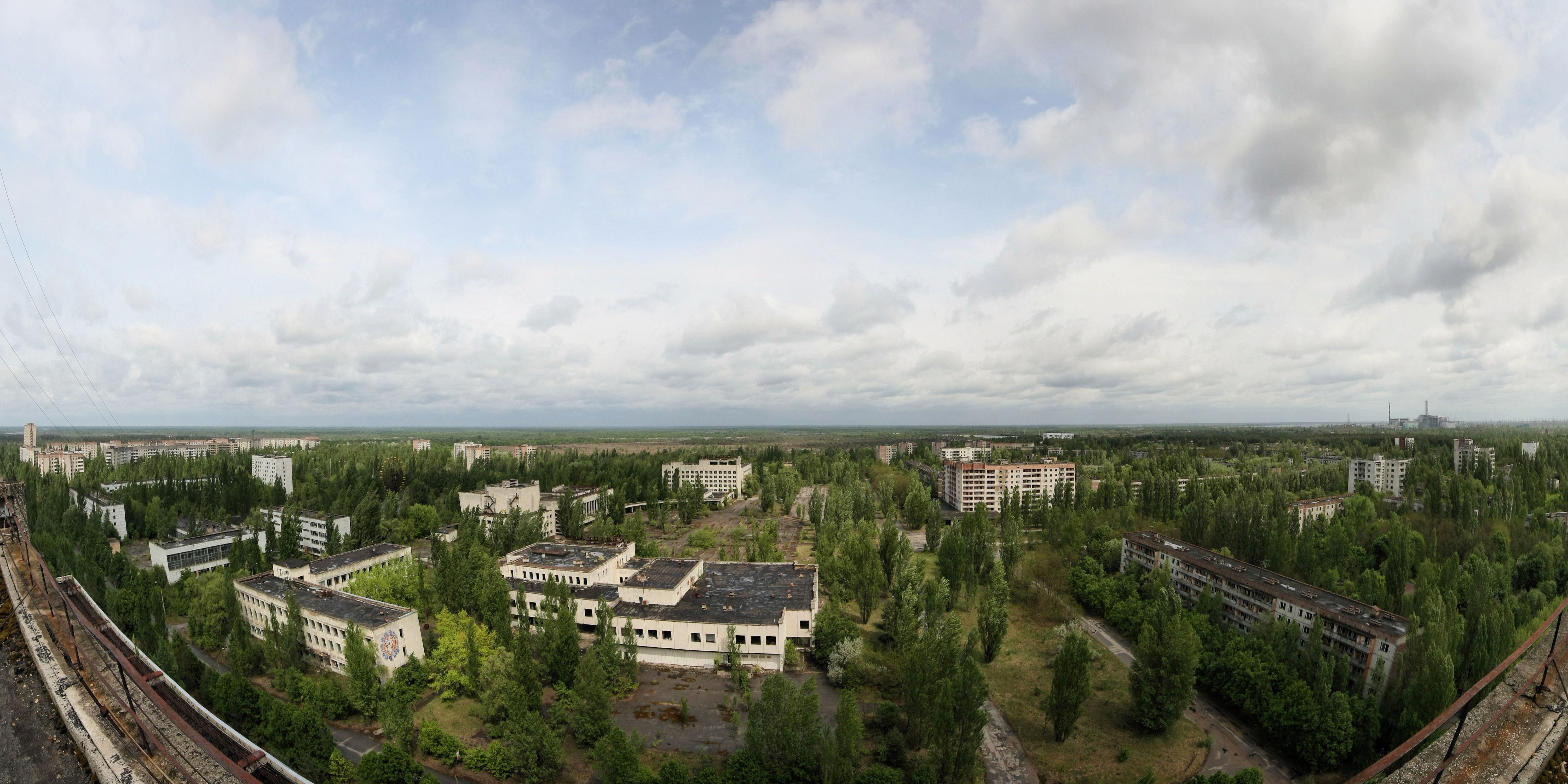
Panorama orașului Pripyat
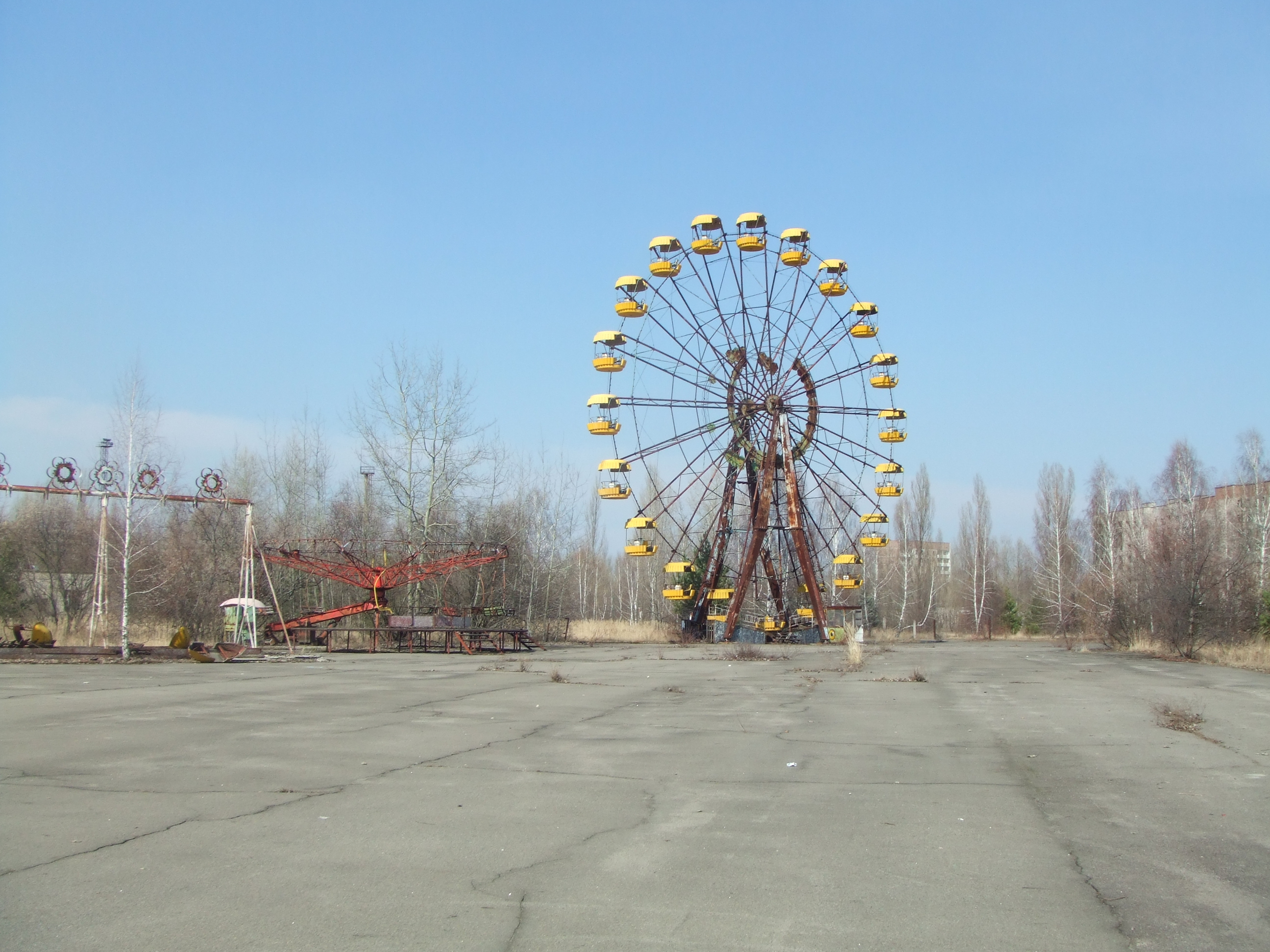
Roata Ferris din parcul de distracții al orașului
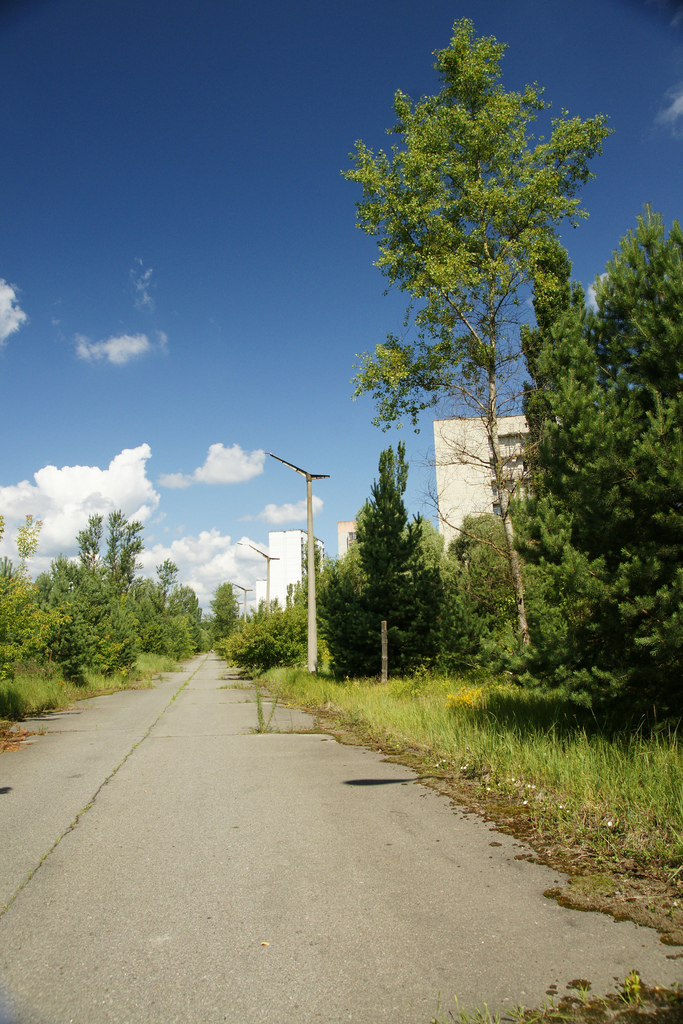
Strada Lesi Ukrayinki
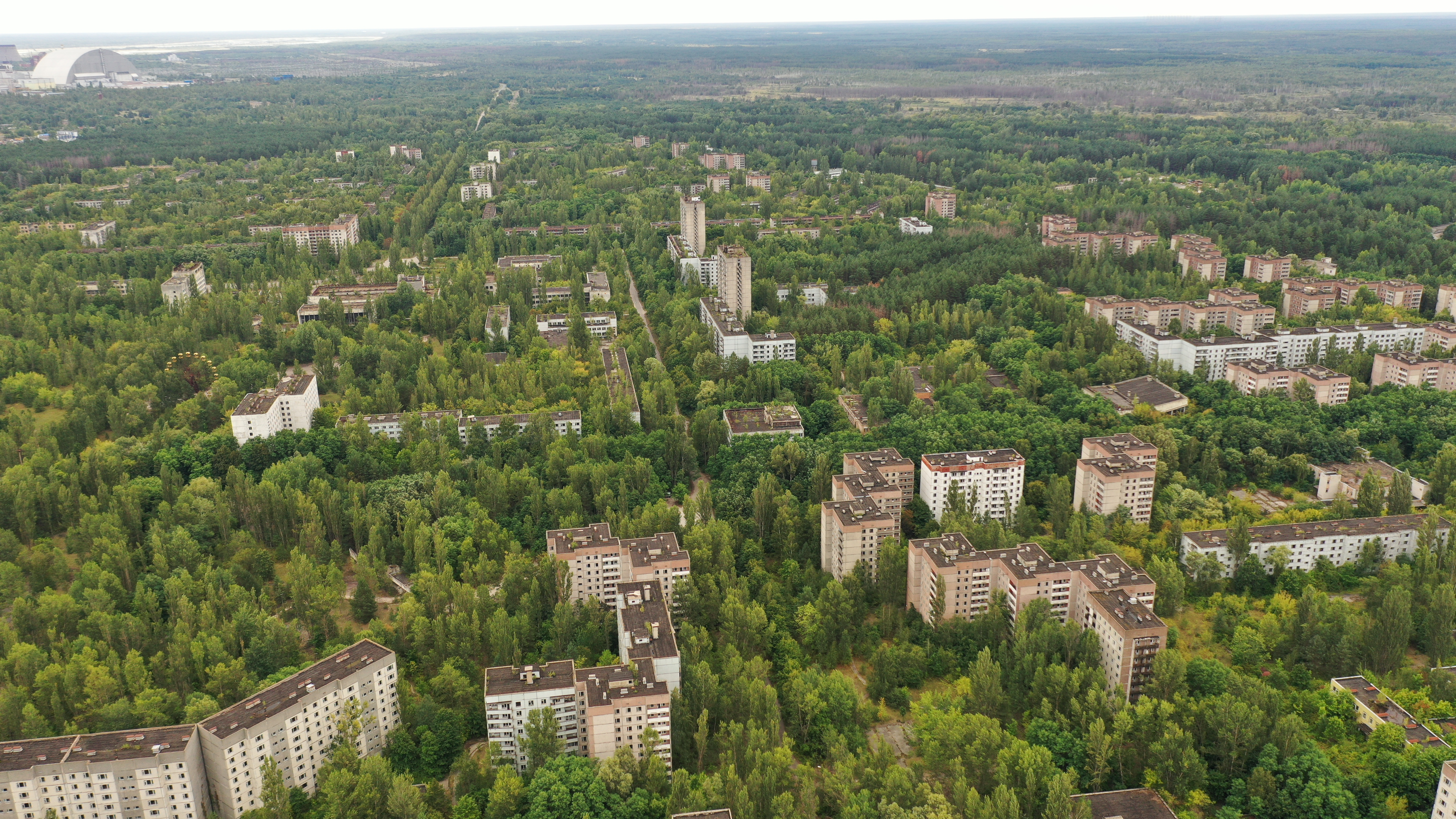
Panoramă Pripyat